# Episodi di Brothers & Sisters - Segreti di famiglia (prima stagione)
La prima stagione di Brothers & Sisters - Segreti di famiglia è composta da 23 episodi. Negli Stati Uniti d'America è stata trasmessa su ABC dal 24 settembre 2006 al 20 maggio 2007. In Italia la stagione è stata trasmessa su Fox Life dal 14 marzo al 1º agosto 2007, poi in chiaro su Rai 2 dal 3 luglio al 28 agosto 2008.
| nº | Titolo originale                | Titolo italiano                             | Prima TV USA      | Prima TV Italia |
| -- | ------------------------------- | ------------------------------------------- | ----------------- | --------------- |
| 1  | Patriarchy                      | Patriarcato                                 | 24 settembre 2006 | 14 marzo 2007   |
| 2  | An Act of Will                  | Il testamento                               | 1º ottobre 2006   | 21 marzo 2007   |
| 3  | Affairs of State                | Affari di stato                             | 8 ottobre 2006    | 28 marzo 2007   |
| 4  | Family Portrait                 | Ritratto di famiglia                        | 15 ottobre 2006   | 4 aprile 2007   |
| 5  | Date Night                      | Serata galante                              | 22 ottobre 2006   | 11 aprile 2007  |
| 6  | For the Children                | Per i bambini                               | 29 ottobre 2006   | 18 aprile 2007  |
| 7  | Northern Exposure               | Il ranch                                    | 5 novembre 2006   | 25 aprile 2007  |
| 8  | Mistakes Were Made (Part 1 e 2) | Sono stati fatti degli sbagli (1 e 2 parte) | 12 novembre 2006  | 2 maggio 2007   |
| 9  | Mistakes Were Made (Part 1 e 2) | Sono stati fatti degli sbagli (1 e 2 parte) | 19 novembre 2006  | 9 maggio 2007   |
| 10 | Light the Lights                | Accendi le luci                             | 10 dicembre 2006  | 16 maggio 2007  |
| 11 | Family Day                      | Il giorno della famiglia                    | 7 gennaio 2007    | 23 maggio 2007  |
| 12 | Sexual Politics                 | La politica del sesso                       | 14 gennaio 2007   | 30 maggio 2007  |
| 13 | Something Ida This Way Comes    | Una sorprendente festa a sorpresa           | 21 gennaio 2007   | 6 giugno 2007   |
| 14 | Valentine's Day Massacre        | Il massacro del giorno di San Valentino     | 11 febbraio 2007  | 13 giugno 2007  |
| 15 | Love is Difficult               | L'amore è difficile                         | 18 febbraio 2007  | 20 giugno 2007  |
| 16 | The Other Walker                | L'altra Walker                              | 4 marzo 2007      | 27 giugno 2007  |
| 17 | All In The Family               | Rebecca: la sesta figlia                    | 1º aprile 2007    | 4 luglio 2007   |
| 18 | Three Parties                   | Tre party con sorpresa                      | 8 aprile 2007     | 11 luglio 2007  |
| 19 | Game Night                      | La serata dei giochi                        | 15 aprile 2007    | 18 luglio 2007  |
| 20 | Bad News                        | Cattive notizie                             | 29 aprile 2007    | 18 luglio 2007  |
| 21 | Grapes of Wrath                 | Furore                                      | 6 maggio 2007     | 25 luglio 2007  |
| 22 | Favorite Son                    | Il coraggio di scegliere                    | 13 maggio 2007    | 1º agosto 2007  |
| 23 | Matriarchy                      | Matriarcato                                 | 20 maggio 2007    | 1º agosto 2007  |

## Patriarcato
- Titolo originale: Patriarchy
- Diretto da: Ken Olin
- Scritto da: Jon Robin Baitz

### Trama
Dopo che le è stata offerta una posizione di co-conduttrice di un talk show politico in televisione e nonostante il suo fidanzato, che le ha chiesto di sposarlo, sia contrario, Kitty, conduttrice radiofonica a New York, decide di tornare a vivere nella città dei suoi genitori e della sua famiglia, Los Angeles. Ad una cena di famiglia per festeggiare il compleanno di Kitty, il padre e i suoi quattro fratelli la convincono a riconciliarsi con la madre, con cui tre anni prima ha avuto un litigio. Durante la serata, William, il patriarca della famiglia Walker, viene colto da un infarto e muore.

## Il testamento
- Titolo originale: An Act of Will
- Diretto da: Matt Shakman
- Scritto da: Jon Robin Baitz e Marti Noxon

### Trama
Dopo il funerale di William, alcuni segreti vengono alla luce: Sarah informa Tommy e Saul che la Ojai Foods è in difficoltà finanziarie e Justin scopre la relazione del padre con la misteriosa Holly Harper. Kitty inizia il suo lavoro in "Rosso, Bianco e Blu". Nora, Kevin e Kitty vanno alla ricerca di Justin, che è scomparso.

## Affari di stato
- Titolo originale: Affairs of State
- Diretto da: Tucker Gates
- Scritto da: Jon Robin Baitz & Emily Whitesell e Craig Wright

### Trama
Kitty e Warren continuano a discutere, ma finiscono a letto insieme. Tommy e Sarah sono in disaccordo riguardo alla Ojai Foods, mentre Jonathan va a trovare Kitty a Los Angeles. Gli Walker decidono di organizzare una festa in piscina, al fine di reprimere il ricordo terribile della morte di William al suo interno. Sarah invita alla festa Scotty Wandell, testimone in uno dei casi di Kevin, solo per fargli dispetto. Durante la festa, Nora sconvolge la famiglia e la stessa Holly, rivelando di essere al corrente della sua relazione con William.

## Ritratto di famiglia
- Titolo originale: Family Portrait
- Diretto da: Ken Olin
- Scritto da: Jon Robin Baitz e Craig Wright

### Trama
Sarah e Joe scoprono che Paige ha il diabete. Tommy ottiene per Justin un nuovo lavoro come facchino, ma assume droghe e beve sul lavoro e i due fratelli vengono alle mani. Kevin è costretto a unirsi alla madre in un torneo di golf per onorare il padre, rinunciando ad un appuntamento con Scotty, che incontrerà in seguito con un altro ragazzo. Nora sospetta che Saul provi dei sentimenti per Holly. Kitty si sente tagliata fuori dalla famiglia perché Nora ha appeso una foto di famiglia in cui lei è assente.

## Serata galante
- Titolo originale: Date Night
- Diretto da: Allison Liddi-Brown
- Scritto da: David Marshall Grant e Molly Newman

### Trama
Kitty organizza una disastrosa uscita a quattro con Jonathan, Warren e Ambra, la nuova stagista del talk show, che Kitty sospetta essere andata a letto con Warren. Jonathan cerca di aiutare Sarah, Saul e Tommy con la crisi finanziaria dell'azienda. Kevin e Scotty escono insieme e tutto va bene fino a quando Scotty bacia Kevin davanti a tutti, imbarazzandolo. Nora ha il suo primo appuntamento dopo quarant'anni con il suo riparatore, David. Justin aiuta Sarah facendo le iniezioni di insulina a Paige. Tommy continua a non parlare con Justin. Alla fine Scotty va da Kevin e si chiariscono.

## Per i bambini
- Titolo originale: For the Children
- Diretto da: Frederick E. O. Toye
- Scritto da: Jon Robin Baitz e Jessica Mecklenburg

### Trama
Sarah deve confrontarsi con Nora riguardo alla reale situazione della Ojai Foods. Nel frattempo, Nora insiste affinché la famiglia partecipi alla raccolta fondi annuale per un ospedale pediatrico. I piani dei fratelli non vanno come vorrebbero. Kevin offende accidentalmente Scotty, che lavora come cameriere nel catering della cena. Kitty è costretta a chiedere a Warren di condurre la serata al posto di una celebrità non più disponibile. Tommy scopre di essere sterile, dopo aver tentato a lungo di avere un bambino con Julia. Diversi altri scandali durante la serata faranno vergognare Nora.

## Il ranch
- Titolo originale: Northern Exposure
- Diretto da: Lawrence Trilling
- Scritto da: David Marshall Grant e Molly Newman

### Trama
Per salvare l'azienda, la famiglia deve vendere il cottage a Ojai, dove i ragazzi hanno trascorso parecchie estati della loro infanzia. Kevin rivela a Scotty di aver perso la verginità lì. Nora vorrebbe riunire tutta la famiglia nel ranch per l'ultima volta, senza suscitare parecchio entusiasmo. Nel frattempo, ognuno di loro invita una persona speciale con l'obiettivo di restare solo. Una volta riuniti, tuttavia, una serie di rivelazioni e il risentimento scalderanno l'atmosfera. Tommy chiede a Kevin di donargli lo sperma perché lui e Julia possano avere un figlio, Kevin non è d'accordo e dice a Scotty di chiudere il becco quando questi interviene.

## Sono stati fatti degli sbagli (Parte 1)
- Titolo originale: Mistakes Were Made (Part 1)
- Diretto da: Michael Lange
- Scritto da: Jon Robin Baitz e Craig Wright

### Trama
Kitty e Kevin parlano di Scotty, con Kitty che accusa Kevin di trattarlo come un cameriere. Kevin dice che Scotty deve andare in ufficio da lui perché hanno vinto la causa di cui era testimone. Justin riceve una lettera dall'esercito che lo obbliga a riprendere il servizio. Temendo per la sua vita, Justin vuole fuggire in Messico contro il parere di Kevin. Sarah ha difficoltà a fare sentire il suo figliastro, Gabe, parte della famiglia. Nora trascorre la notte con David, scioccata per essersi spinta così oltre. Sarah e Saul cercano di decifrare la password dell'account di William per indagare sulle informazioni di Holly a proposito della figlia, Rebecca. Una volta scoperta, Sarah dà a Saul un ultimatum. Kevin fa del suo meglio per riconciliarsi con Scotty, che decide di rompere con lui.
La famiglia ricorda l'11 settembre 2001, il ritorno a casa da New York di Kitty e la decisione di Justin ad arruolarsi. L'episodio si conclude con un "continua".

## Sono stati fatti degli sbagli (Parte 2)
- Titolo originale: "Mistakes Were Made (Part 2)"
- Diretto da: Ken Olin
- Scritto da: Marc Guggenheim e Greg Berlanti

### Trama
Kitty si mette in una posizione scomoda quando chiede al senatore Robert McCallister (speciale guest star Rob Lowe) un favore in cambio di un'intervista non conflittuale sulla sua vita personale. La famiglia si riunisce in ospedale dopo aver scoperto che Justin ha tentato il suicidio per overdose di droga. Sarah, Tommy e Kevin fanno un viaggio in Nevada alla ricerca di una vasta e redditizia terra di proprietà del padre. Julia e Tommy annunciano alla famiglia che la ragazza è incinta.

## Accendi le luci
- Titolo originale: Light the Lights
- Diretto da: Frederick E. O. Toye
- Scritto da: Peter Calloway e Cliff Olin

### Trama
Paige sente il bisogno di connettersi al suo lato ebreo, così la famiglia decide di festeggiare sia il Natale che Hanukkah. Kevin e Justin vanno in tribunale, chiedendo che il contratto che Justin ha con l'esercito venga annullato. A Kitty viene offerto un posto di lavoro alla stazione TV senza Warren. Sarah, Tommy e Saul tentano di ingannare Holly, dopo aver scoperto che William le aveva lasciato 10 milioni di dollari. Nora si ferma a casa di Holly.

## Il giorno della famiglia
- Titolo originale: Family Day
- Diretto da: David Petrarca
- Scritto da: David Marshall Grant e Molly Newman

### Trama
Sembra che tutta la famiglia Walker sia in disaccordo: Kevin discute con Kitty, colpevole di voler considerare seriamente l'offerta del senatore di unirsi al suo staff di comunicazione, nonostante non supporti il matrimonio gay. Sarah combatte con Joe quando decide di ignorare il problema del bere di Gabe. Nora richiede un lavoro alla Ojai Foods quando scopre che Holly vi lavora, portandola ad un conflitto con lei e Tommy. La tensione si intensifica quando tutta la famiglia è invitata al centro di riabilitazione di Justin, per mostrargli il loro sostegno.

## La politica del sesso
- Titolo originale: Sexual Politics
- Diretto da: Sandy Smolan
- Scritto da: Monica Breen e Alison Schapker

### Trama
Kevin considera una relazione con una star della soap opera (guest star Jason Lewis) che è confuso sulla propria sessualità. Kitty assume un'organizzatrice di incontri quando si rende conto che l'intero staff di McCallister crede che i due si frequentano. Anche Nora viene coinvolta dall'organizzatrice, ma entrambe riceveranno la loro dose di sorprese dai propri appuntamenti. Sarah diventa insicura quando vede Joe trascorrere del tempo con la madre di un'amica di Paige. Julia ha un desiderio sessuale più elevato del solito a causa della gravidanza e Tommy ha difficoltà a tenere il passo.

## Una sorprendente festa a sorpresa
- Titolo originale: Something Ida This Way Comes
- Diretto da: Michael Lange
- Scritto da: David Marshall Grant e Sherri Cooper-Landsman

### Trama
I fratelli hanno in programma una festa a sorpresa per il sessantesimo compleanno di Nora. I piani vanno a monte quando Sarah si ammala e Tommy viene a sapere che non possono avere alcolici alla festa, a causa delle regole di riabilitazione di Justin. Mentre Kitty è costretta a distrarre Nora, la pianificazione della festa cade su Kevin. Fra il caos generale, la severa madre di Nora e Saul, Ida, anticipa la sua visita rovinando la sorpresa a Nora.

## Il massacro del giorno di San Valentino
- Titolo originale: Valentine's Day Massacre
- Diretto da: Michael Schultz
- Scritto da: Peter Calloway e Cliff Olin

### Trama
La sera di San Valentino l'intera famiglia Walker impazzisce: Kevin finisce a letto con Scotty, Justin con Tyler e Kitty cede definitivamente all'attrazione per il senatore McCallister. In più, Nora esce con un'amica di vecchia data e vengono arrestate per aver fumato della marijuana. Tommy vota contro la decisione di Sarah riguardo all'azienda vinicola, appoggiando così Holly.

## L'amore è difficile
- Titolo originale: Love is Difficul
- Diretto da: Michael Lange
- Scritto da: Jon Robin Baitz e Molly Newman

### Trama
Sarah e Joe entrano in consulenza matrimoniale. Kevin viene a sapere che Chad ha rotto con Michelle e che ha avuto storie con persone di entrambi i sessi. Tommy vuole che Sarah compri le sue azioni della Ojai Foods, così da potersi concentrare sul business del vino con Holly. I membri dello staff di McCallister conducono un sondaggio su Kitty. Julia rivela di aspettare due gemelli. Nora comincia a esprimersi artisticamente attraverso la scrittura. Tommy incontra la figlia di Holly, Rebecca.

## L'altra Walker
- Titolo originale: The Other Walker
- Diretto da: Gloria Muzio
- Scritto da: Monica Breen e Alison Schapker

### Trama
Saul rivela a Nora che William e Holly hanno avuto una figlia, Rebecca, anche se aveva precedentemente concordato con Sarah, Tommy e Kevin di non dire nulla. La notizia è davvero troppo per la famiglia Walker: Nora diventa furiosa con Sarah, così come Kitty. Kevin è arrabbiato con Saul e lo affronta per aver tradito tutti loro. Justin e Tyler decidono di rompere. Sarah racconta tutta la verità a Rebecca per repicca contro Holly che, infine, l'affronta insieme a Saul. Justin decide di far visita a Rebecca.

## Rebecca: la sesta figlia
- Titolo originale: All in the Family
- Diretto da: David Paymer
- Scritto da: Sherri Cooper-Landsman e David Marshall Grant

### Trama
Nora invita Holly e Rebecca per una cena di benvenuto nella famiglia. Gli altri membri non sono così favorevoli: Kitty non si presenta, Sarah si dimostra fredda e Kevin cerca di strappare un capello di Rebecca, al fine di ottenere il suo DNA ed accertarsi che sia davvero la figlia di William. Nel frattempo, Kitty conosce i figli di Robert e ha una situazione molto spiacevole e Kevin si scontra con Donald, manager di Chad.

## Tre party con sorpresa
- Titolo originale: Three Parties
- Diretto da: Sandy Smolan
- Scritto da: Jon Robin Baitz e Marc Guggenheim

### Trama
Kitty deve andare nella città natale di Robert per intervistare i suoi vecchi amici. Sarah la raggiunge ed entrambe vengono invitate a un party di adolescenti. Nel frattempo, Nora vuole conoscere meglio il suo professore di scrittura, così escono per un picnic insieme e lui la invita ad una festa a casa sua. Rebecca scopre che lei e Justin avevano un amico d'infanzia comune e vanno a casa sua per una festa, dove le cose andranno fuori controllo. Chad fa coming out, con ripercussioni negative su di lui e sulla sua relazione con Kevin.

## La serata dei giochi
- Titolo originale: Game Night
- Diretto da: Matt Shakman
- Storia di: Peter Calloway e Cliff Olin
- Sceneggiatura di: Molly Newman

### Trama
Kitty organizza un appuntamento per Kevin, senza dirgli che è con il fratello gay repubblicano del senatore, Jason. Kevin rovina tutto insultando il senatore per tutto il tempo. Nora e Kitty organizzano una serata dei giohi con un'altra famiglia, loro rivale fin dai tempi dell'infanzia dei ragazzi. Quella stessa notte, invece di mostrarsi uniti, i fratelli non possono smettere di lottare: Kevin scopre cosa ha fatto Kitty, a sua volta arrabbiata con Sarah per la sua improvvisa accettazione di Rebecca, che ha anche invitato. La mattina dopo Rebecca prende una lezione di chitarra da Joe, che porta a eventi sconvolgenti. Guest star includono Jenna Elfman e Susan Sullivan, che recitarono insieme nella serie Dharma & Greg.

## Cattive notizie
- Titolo originale: Bad News
- Diretto da: Jason Moore
- Scritto da: Monica Breen e Alison Schapker

### Trama
Rebecca racconta a Justin in confidenza che Joe ha fatto un passo verso di lei. Il Professor August ricatta Nora con un voto basso per uscire con lei. Kitty cerca di aiutare McCallister a rilassarsi, per poi aiutarlo a confortare i lavoratori dipendenti dopo un incidente di elicottero che ha ucciso uno degli scrittori di discorsi della campagna. Holly rivela a Sarah la scioccante notizia del pericolo del suo matrimonio.

## Furore
- Titolo originale: Grapes of Wrath
- Diretto da: Michael Morris
- Scritto da: Sherri Cooper-Landsman e David Marshall Grant

### Trama
Tommy e Holly organizzano una festa per la famiglia e gli amici per l'apertura della loro azienda vinicola. Joe esce con Sarah e tutti gli voltano le spalle. Kitty mescola il vino con alcune pillole, scambiate per aspirina, e rivela accidentalmente a Kevin di aver chiesto a Robert di sposarlo. Sconvolto, Kevin si ubriaca e se lo lascia scappare di fronte a tutta la famiglia. Sarah viene a conoscenza dell'accordo tra Joe e Justin e si arrabbia ancora di più. Nora decide di dare un'altra possibilità a Mark e lo porta con lei alla festa, ma lo vede mentre bacia Holly. Nora e Holly hanno una lotta con conseguenze inaspettate. Julia entra in travaglio prematuramente.

## Il coraggio di scegliere
- Titolo originale: Favorite Son
- Diretto da: Gloria Muzio
- Scritto da: Benjamin Kruger e Daniel Silk

### Trama
Julia partorisce due gemelli prematuramente. Julia e Tommy sono costretti a prendere una decisione difficile quando il figlio affronta complicazioni pericolose per la sua vita. Kevin aiuta a malincuore Kitty nella stipulazione di un accordo con un ricattatore, che minaccia di rivelare informazioni dannose su senatore McCallister alla stampa. Sarah e Joe dicono ai loro figli che Joe si trasferisce. Kitty e McCallister si fidanzano.

## Matriarcato
- Titolo originale Matriarchy
- Diretto da: Ken Olin
- Scritto da: Greg Berlanti e Jon Robin Baitz

### Trama
Nora sta progettando una festa di fidanzamento per Kitty, che sta avendo difficoltà a dirle che andrà a stare con Robert. Justin fa progetti per dire addio a tutti singolarmente. Alla festa Kevin e il fratello di Robert, Jason, si baciano, mentre Rebecca rivela la verità sulla sua partenza da Chicago e confessa a Justin di aver baciato Joe di sua spontanea volontà. Nora invita alla festa un vecchio amico di Saul, che tuttavia non si dimostra affatto entusiasta. Justin va in guerra e Nora e Kitty lo raggiungono all'aeroporto.